# Утенс, Джусто
Джусто Утенс, или Юстус Утенс (нидерл. Giusto Utens, Justus Utens; ?, Брюссель — 1609, Каррара) — фламандский живописец. Известен тем, что, будучи на службе герцогов Медичи во Флоренции, выполнил в 1599—1602 годах для третьего великого герцога Тосканы Фердинандо I серию из четырнадцати идиллических видов вилл в формате люнетов. Серия показывает виллы с садами, скульптурами и фонтанами с «птичьего полёта», как они выглядели ранее, когда принадлежали семье Медичи в 1599 году. Эти изображения являются весьма ценными свидетельствами внешнего вида этих построек в прошлом.
Считается, что существовало ещё три люнета, среди которых были вилла ди Артимино и, возможно, вилла Медичи в Кареджи. В начале двадцатого века анонимный художник завершил схему, основанную на ведуте восемнадцатого века, иллюстрирующую виллу в Кареджи, в Черрето-Гвиди и виллу Поджо-Империале, которая в шестнадцатом веке называлась виллой Поджо-Барончелли.
Около 1580 года Джусто Утенс переехал в Каррару, где женился, позднее, вероятно, скончался в Карраре, оставив сына Доменико, также художника. «Люнеты вилл» ранее экспонировались во флорентийском городском Музее Истории и Топографии: «Музей Флоренции какой она была» (Museo di Firenze Com’era) до его закрытия в 2010 году. В 2014 году они были перенесены в новую постоянную галерею на виллу Петрайя.

## Виллы Медичи на картинах Джусто Утенса

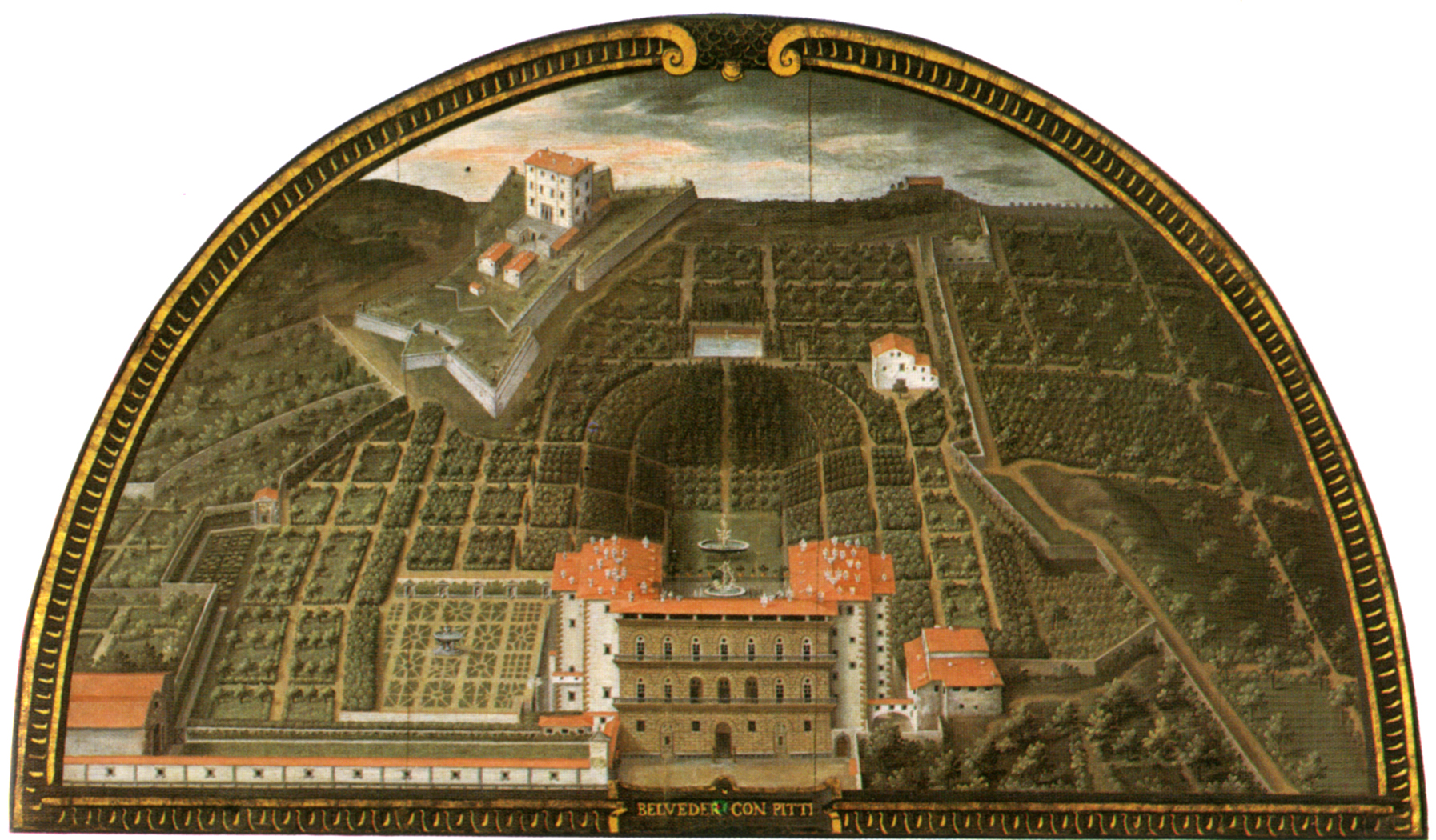
Палаццо Питти и сады Боболи
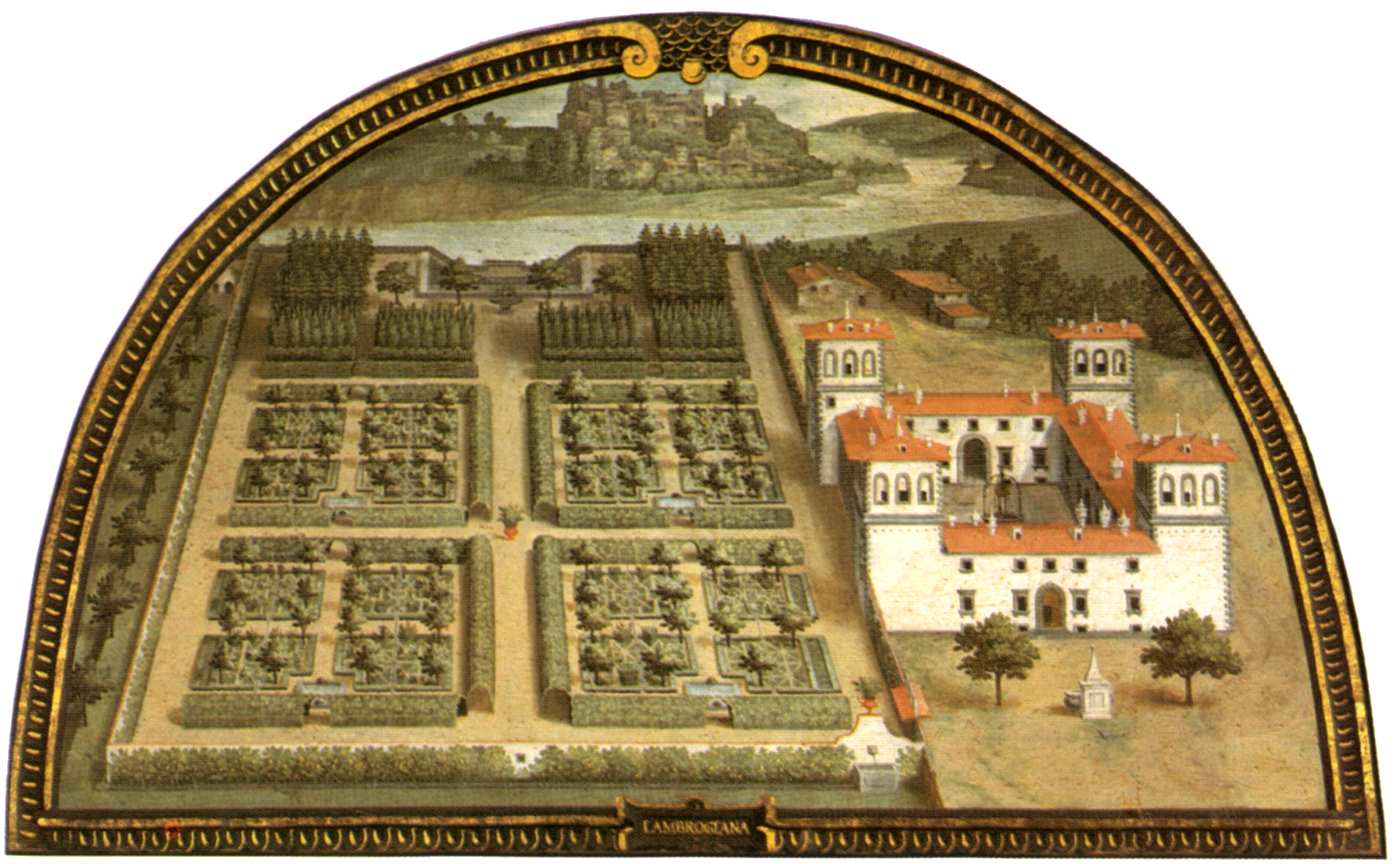
Вилла Амброджиана
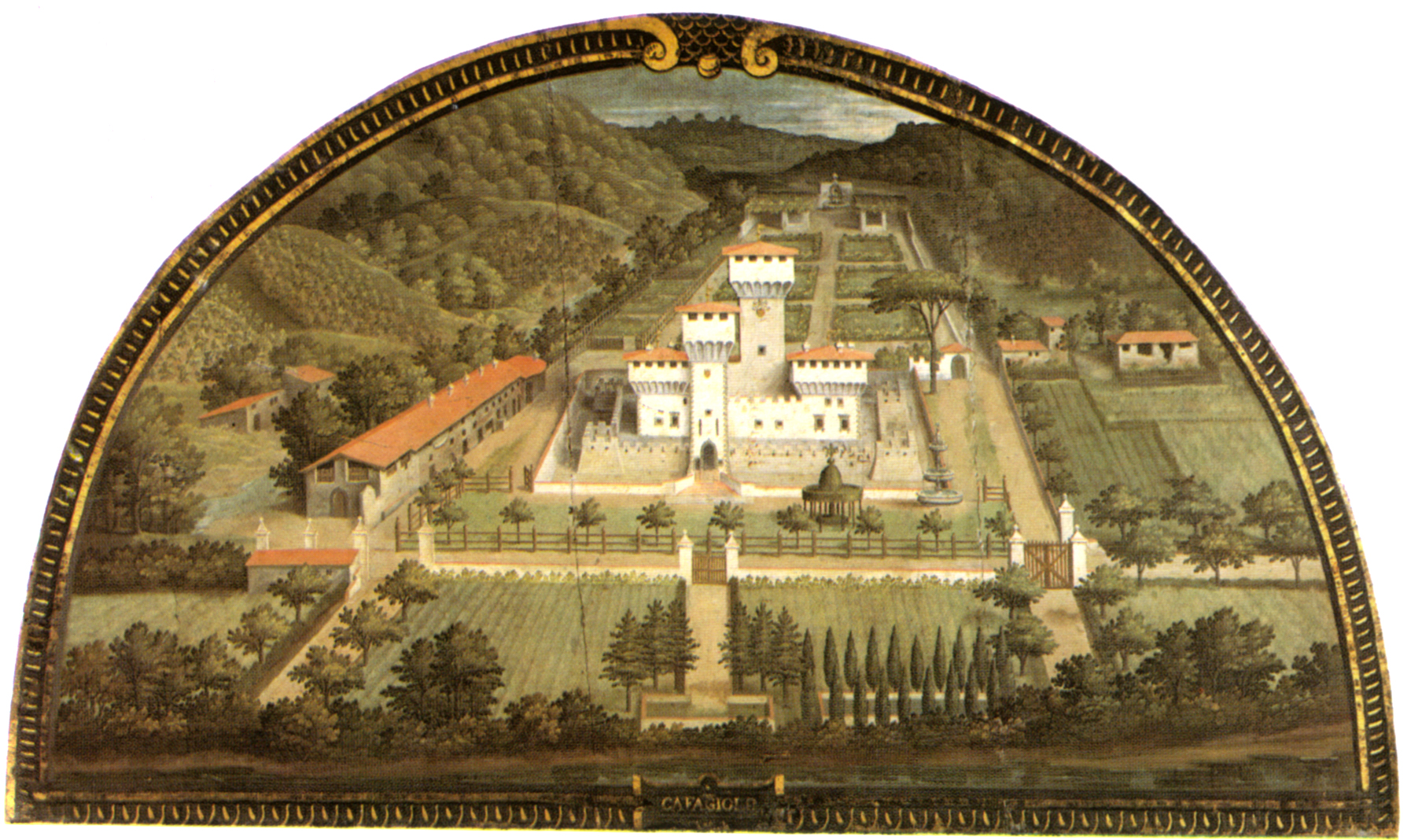
Вилла Каффаджиоло
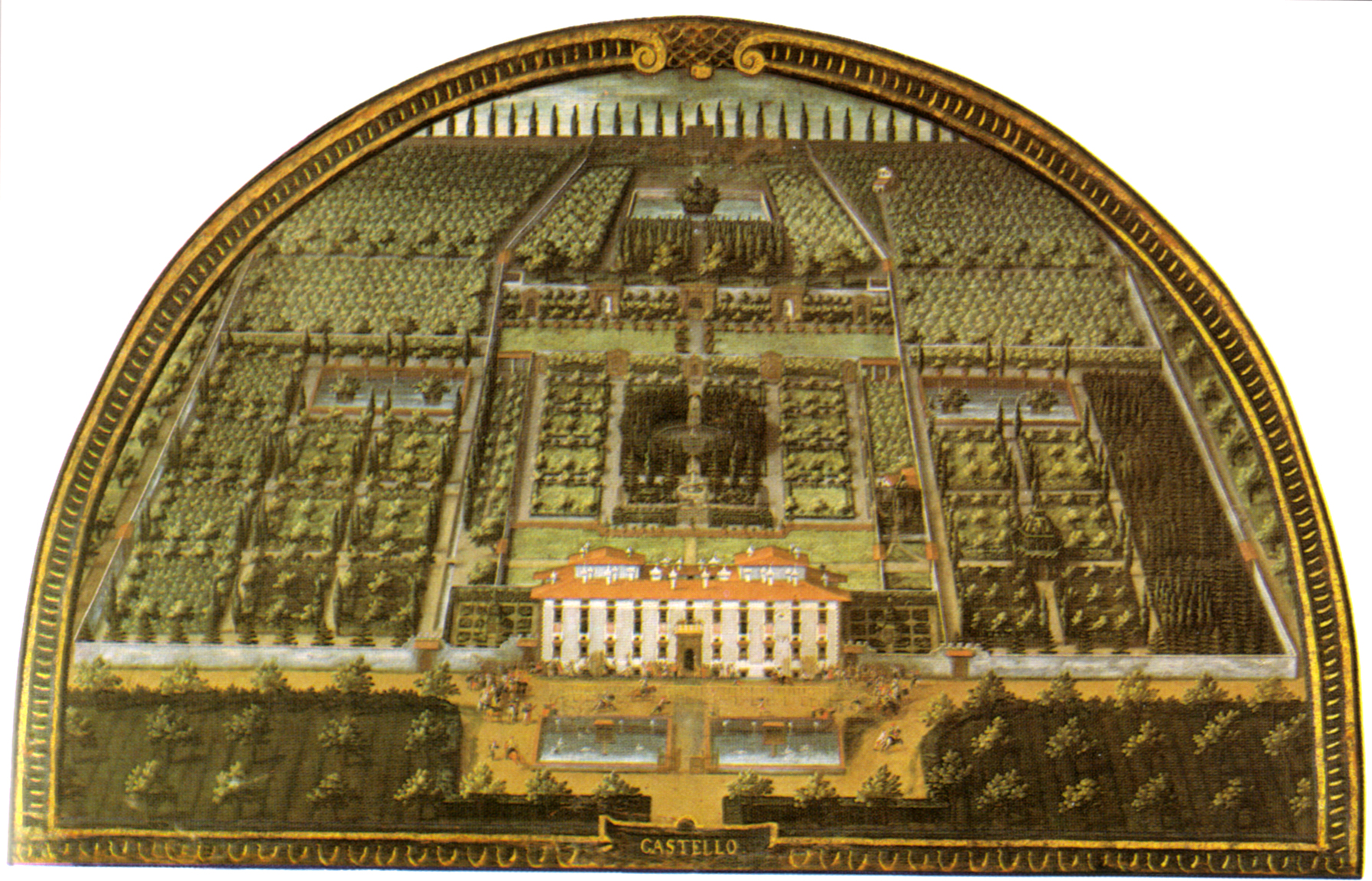
Вилла Кастелло
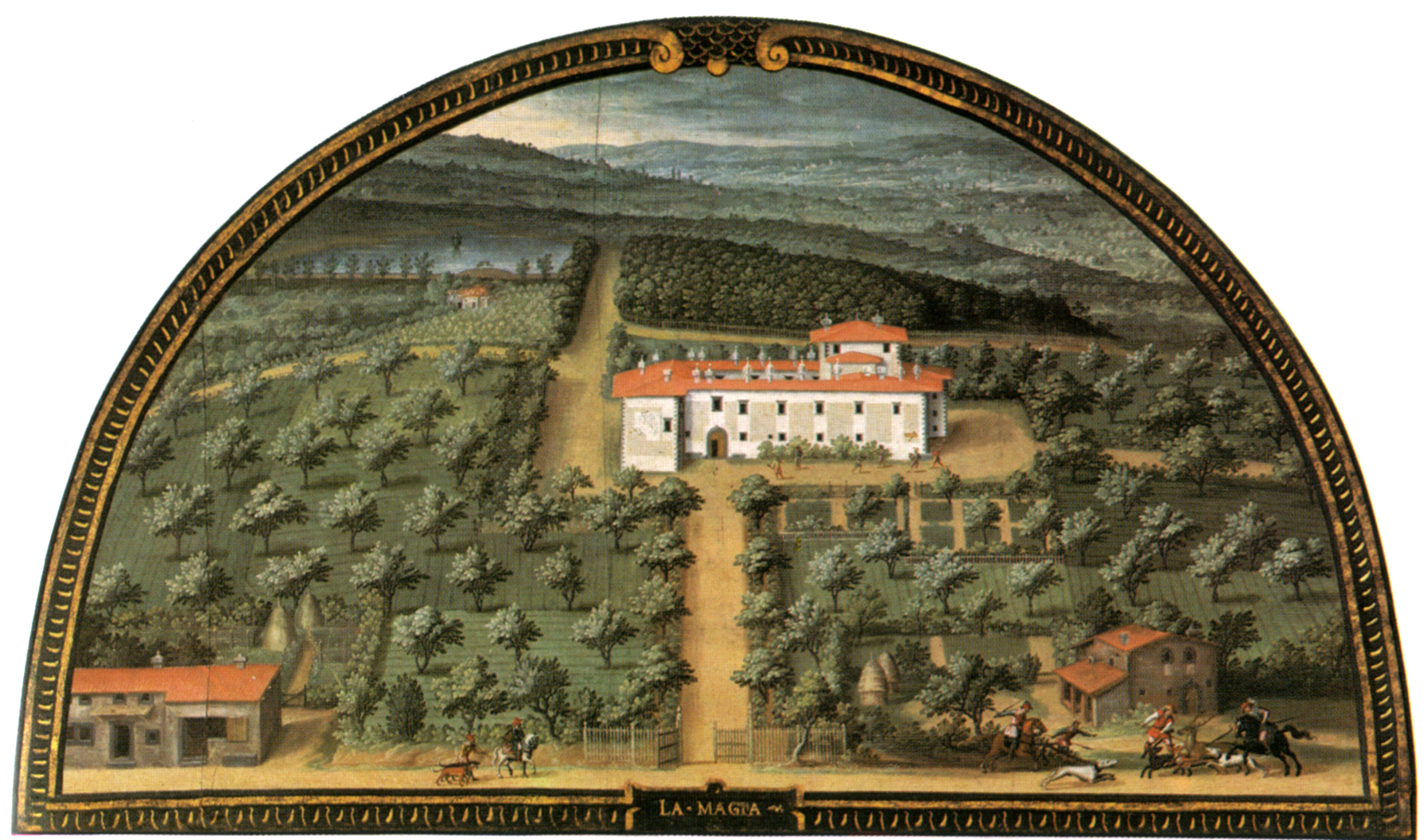
Вилла Ла Маджиа
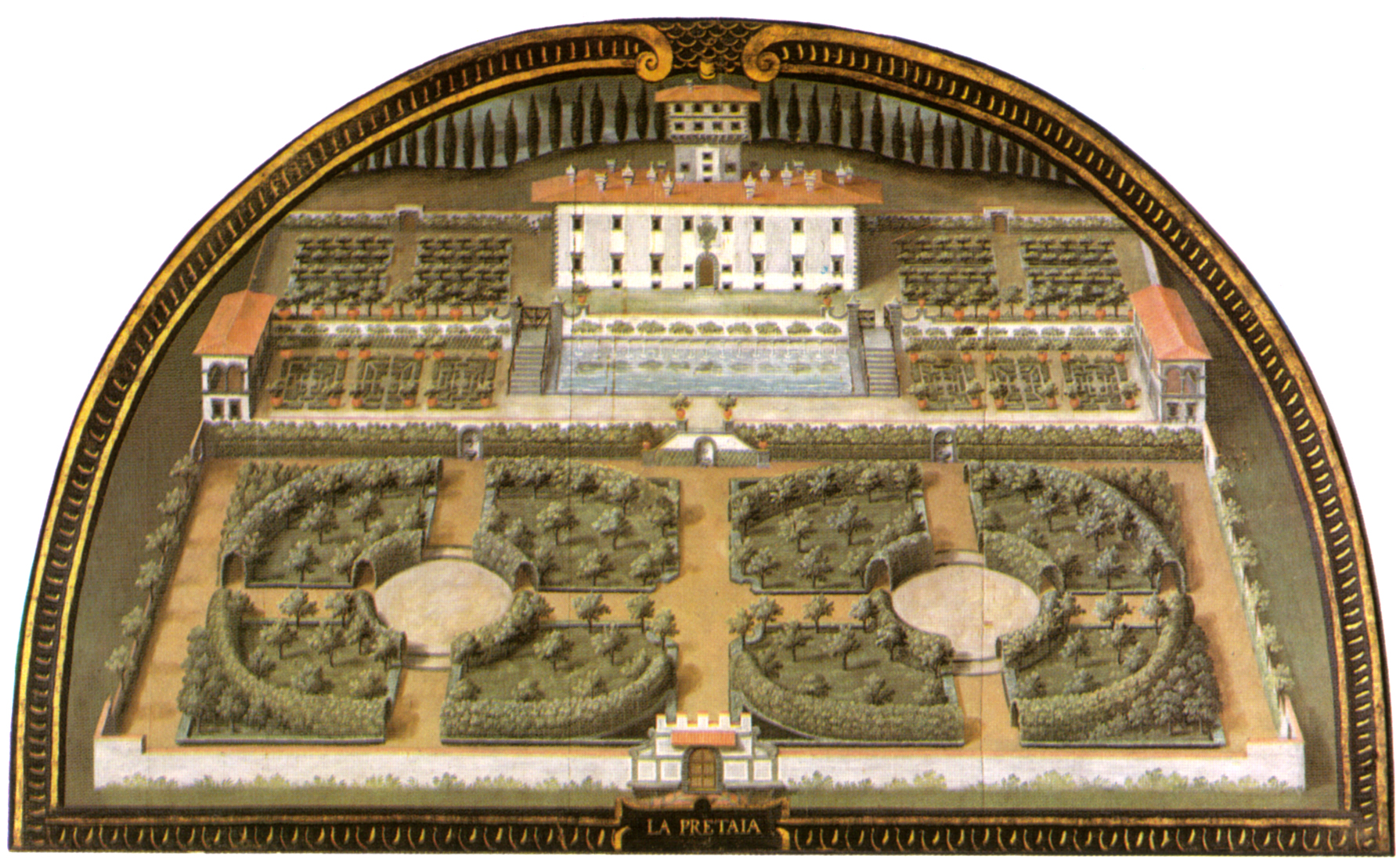
Вилла Петрайя
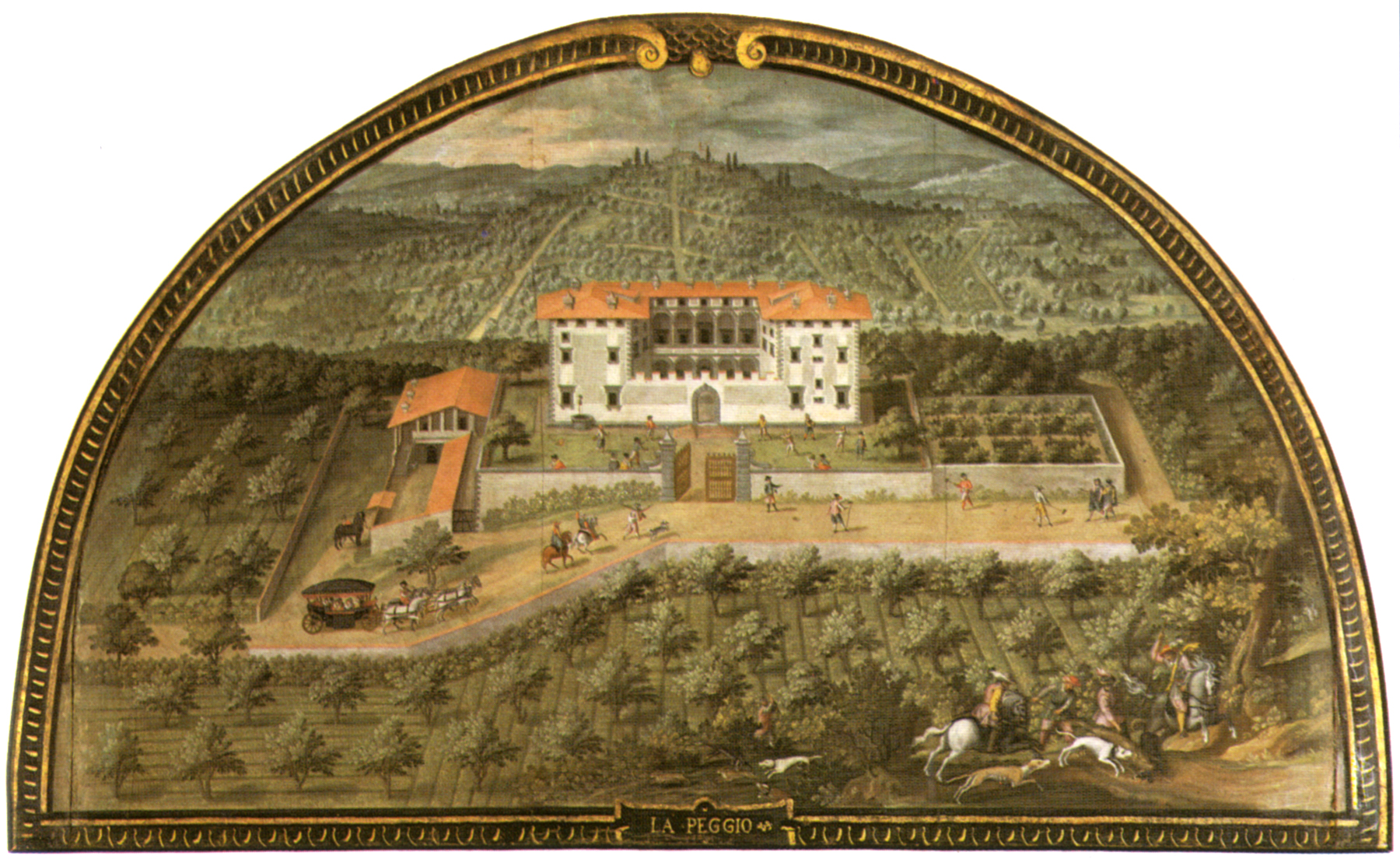
Вилла Лаппеджи
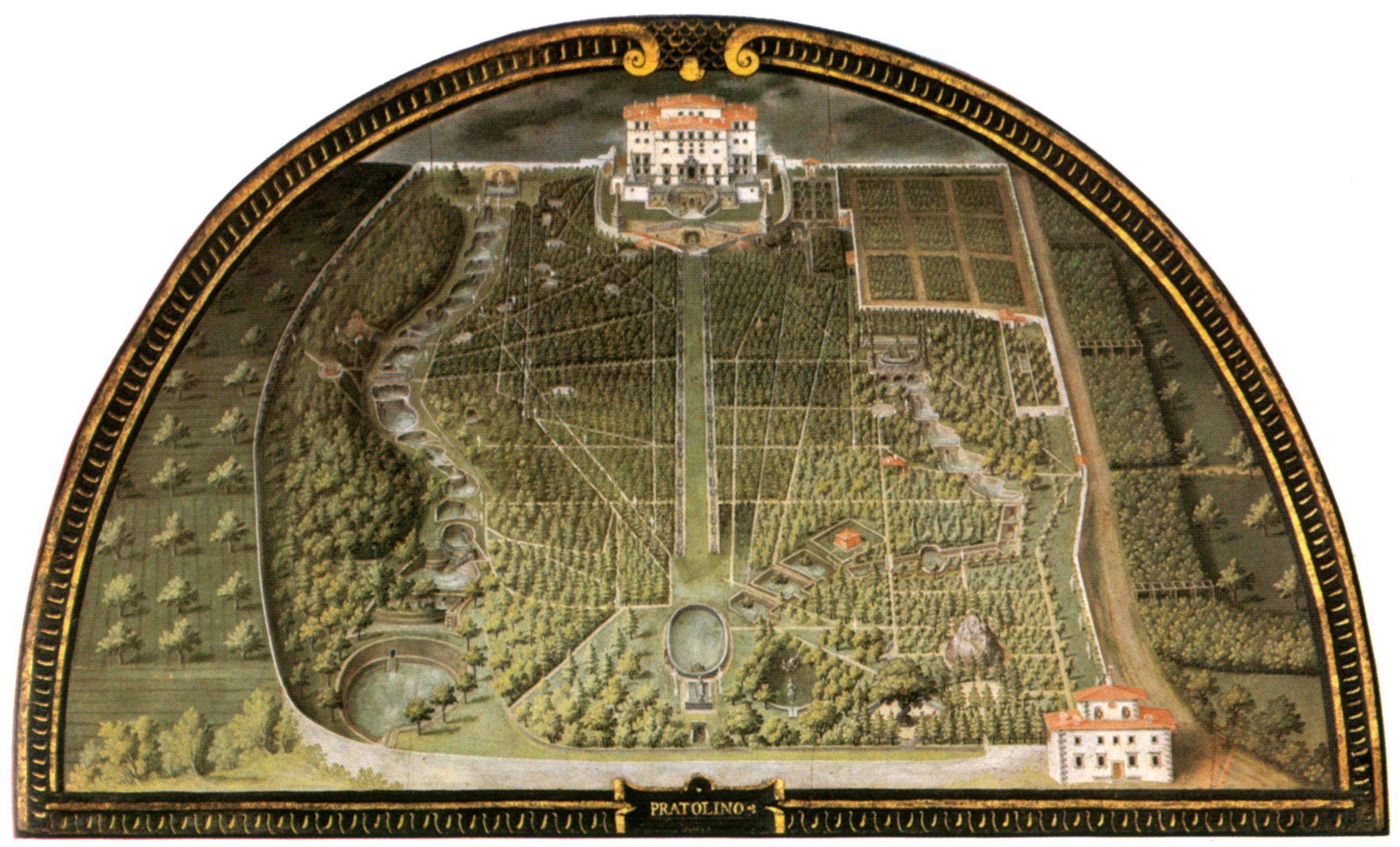
Вилла Пратолино
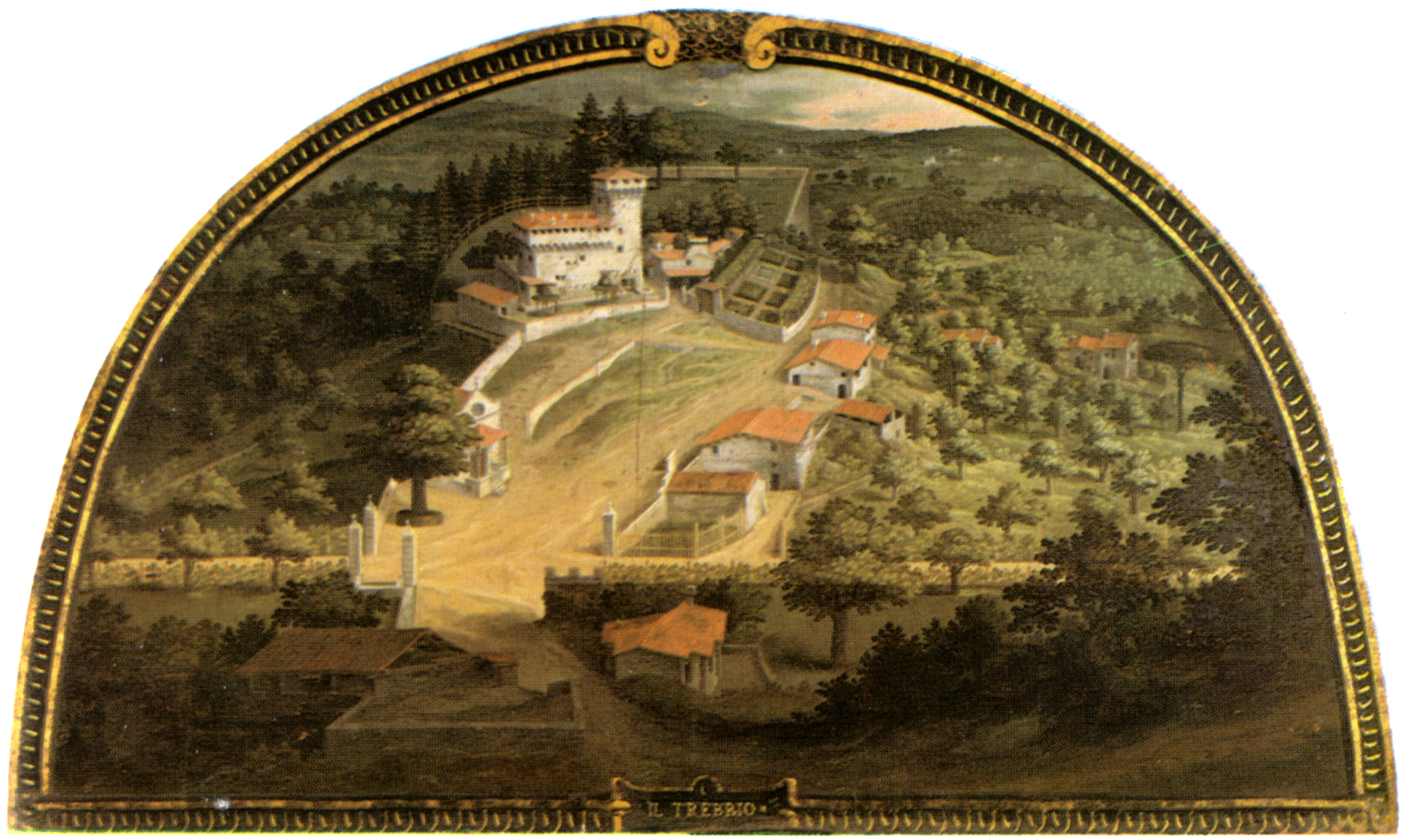
Вилла Треббио
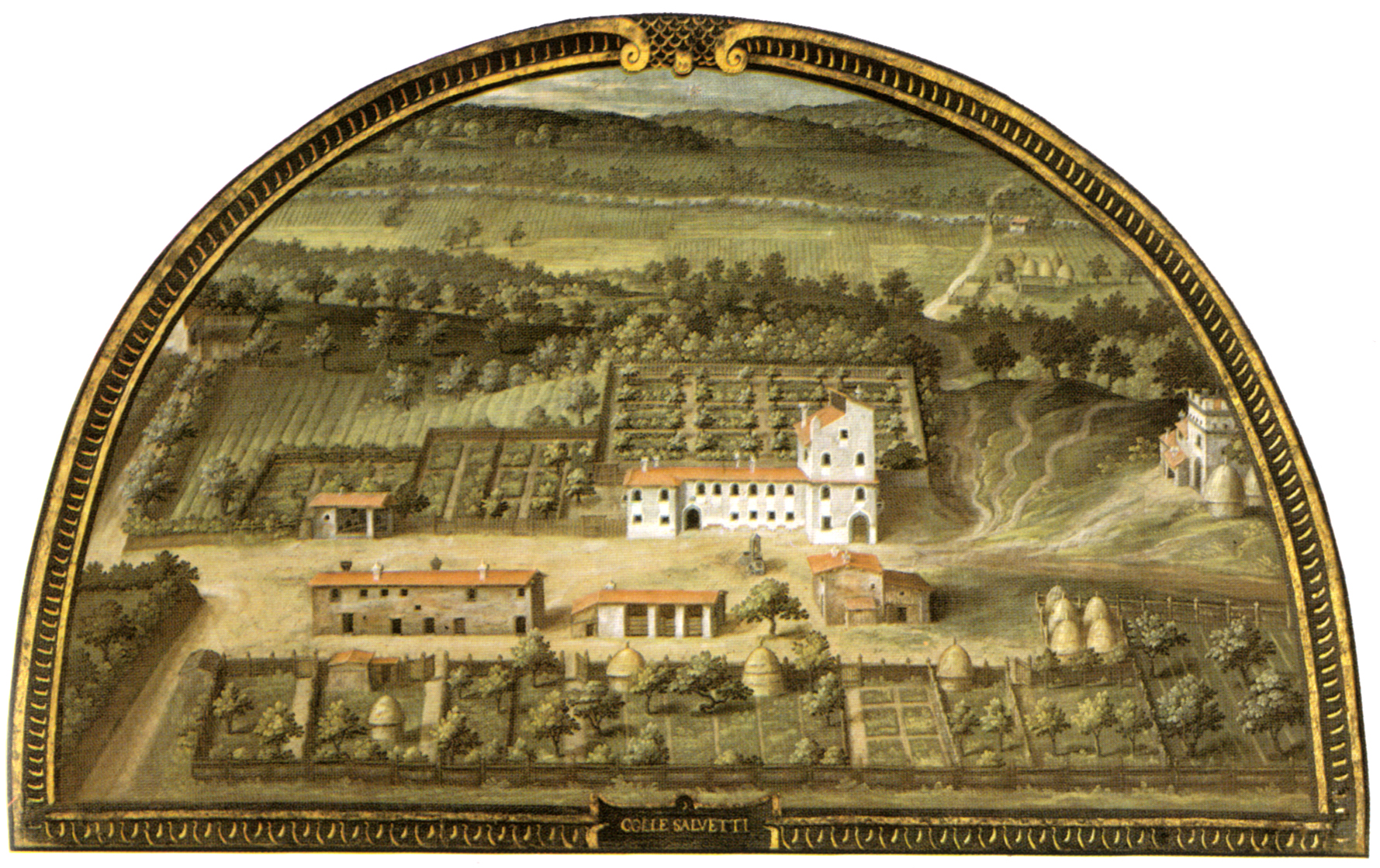
Вилла Коллесальветти
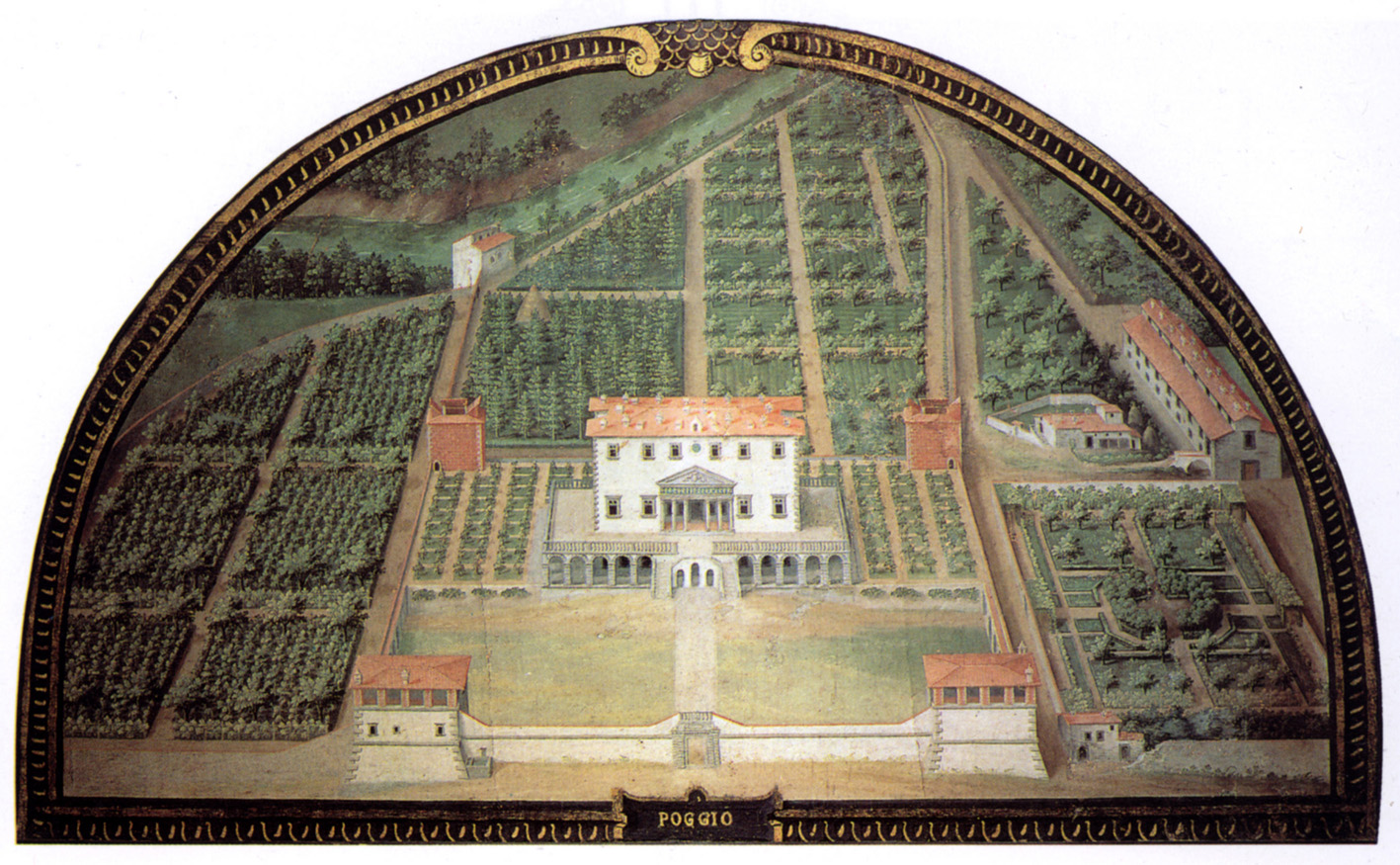
Вилла Поджо-а-Кайано
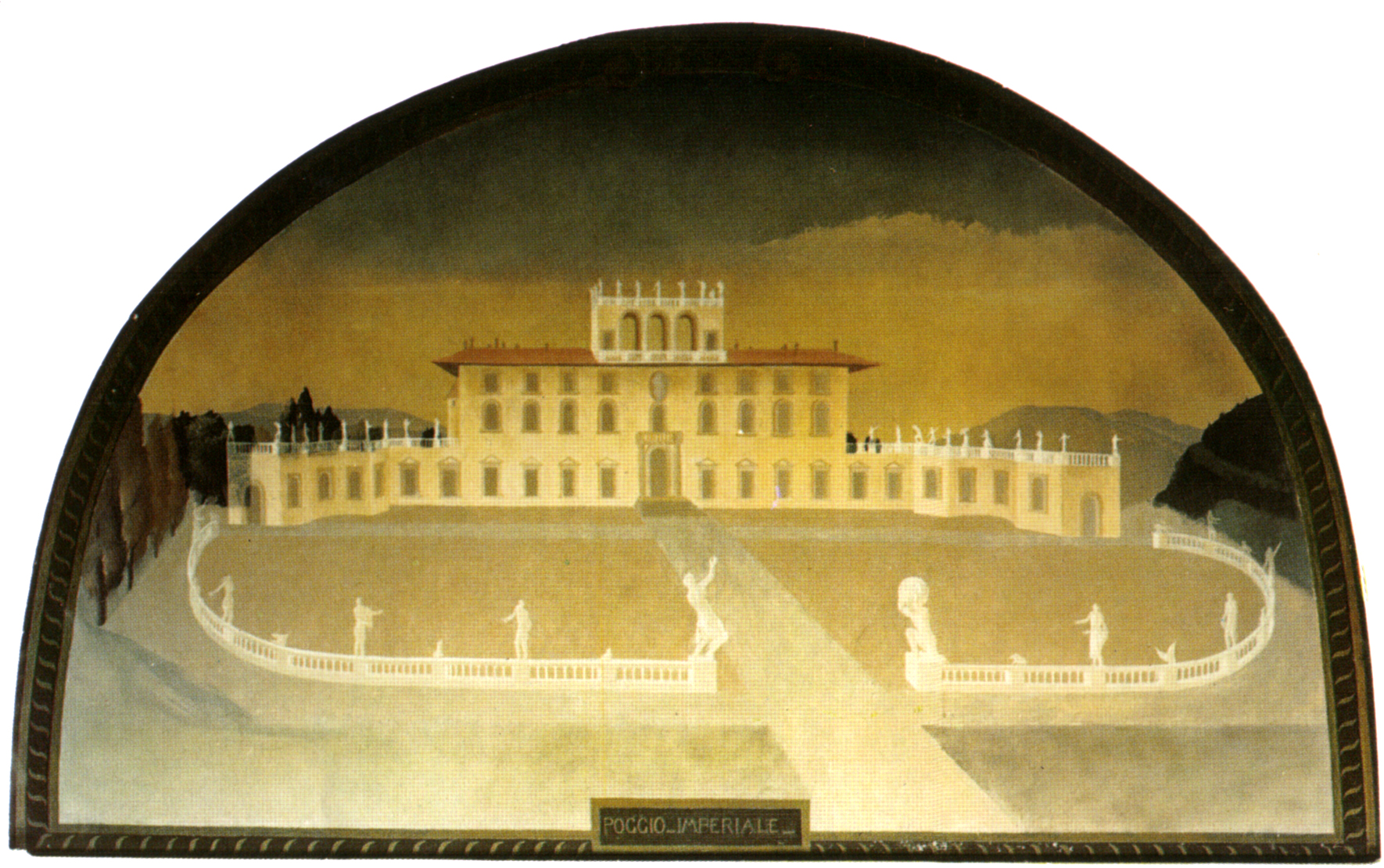
Вилла Поджо-Империале
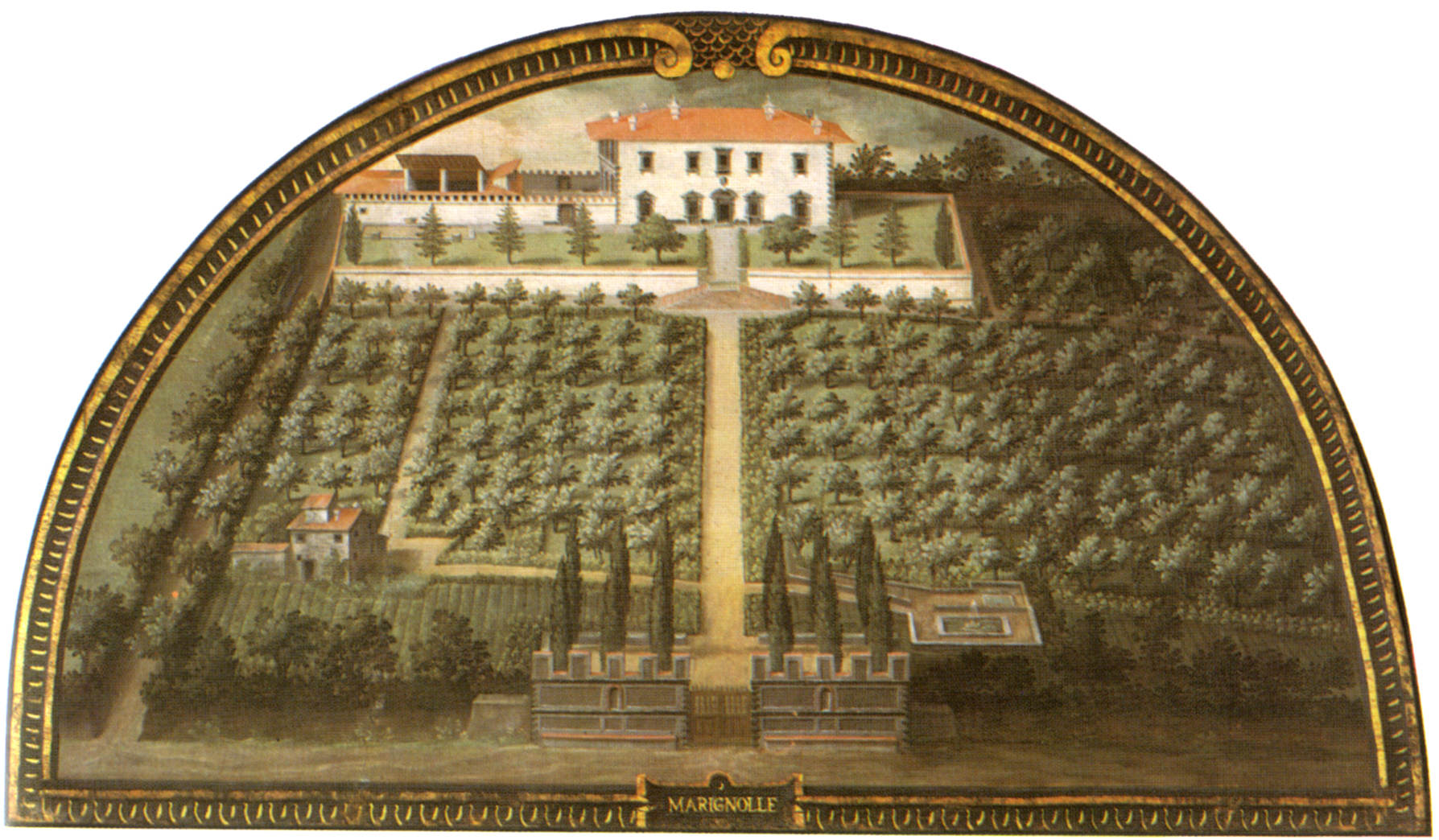
Вилла Мариньоли
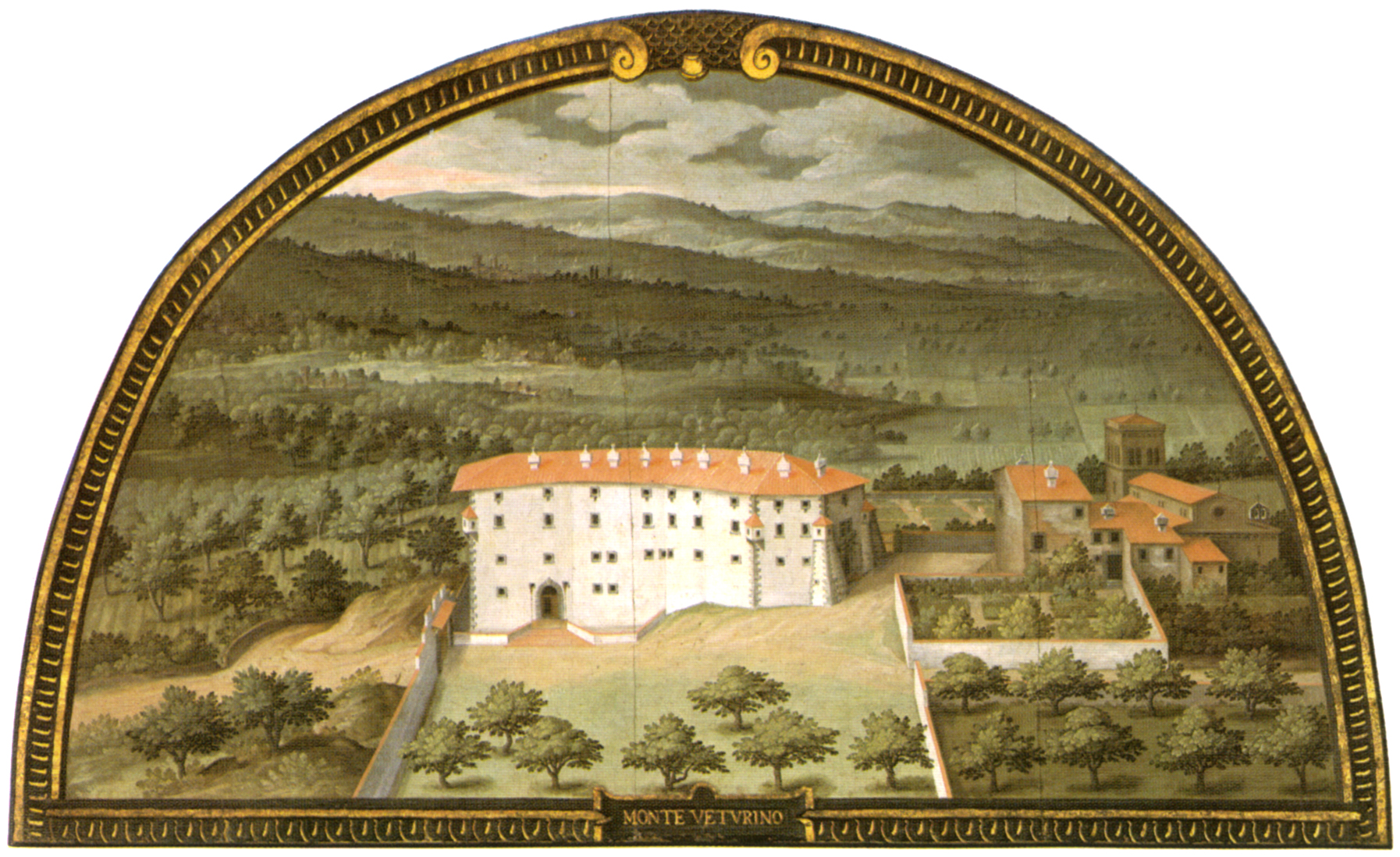
Вилла Монте-Веттурино
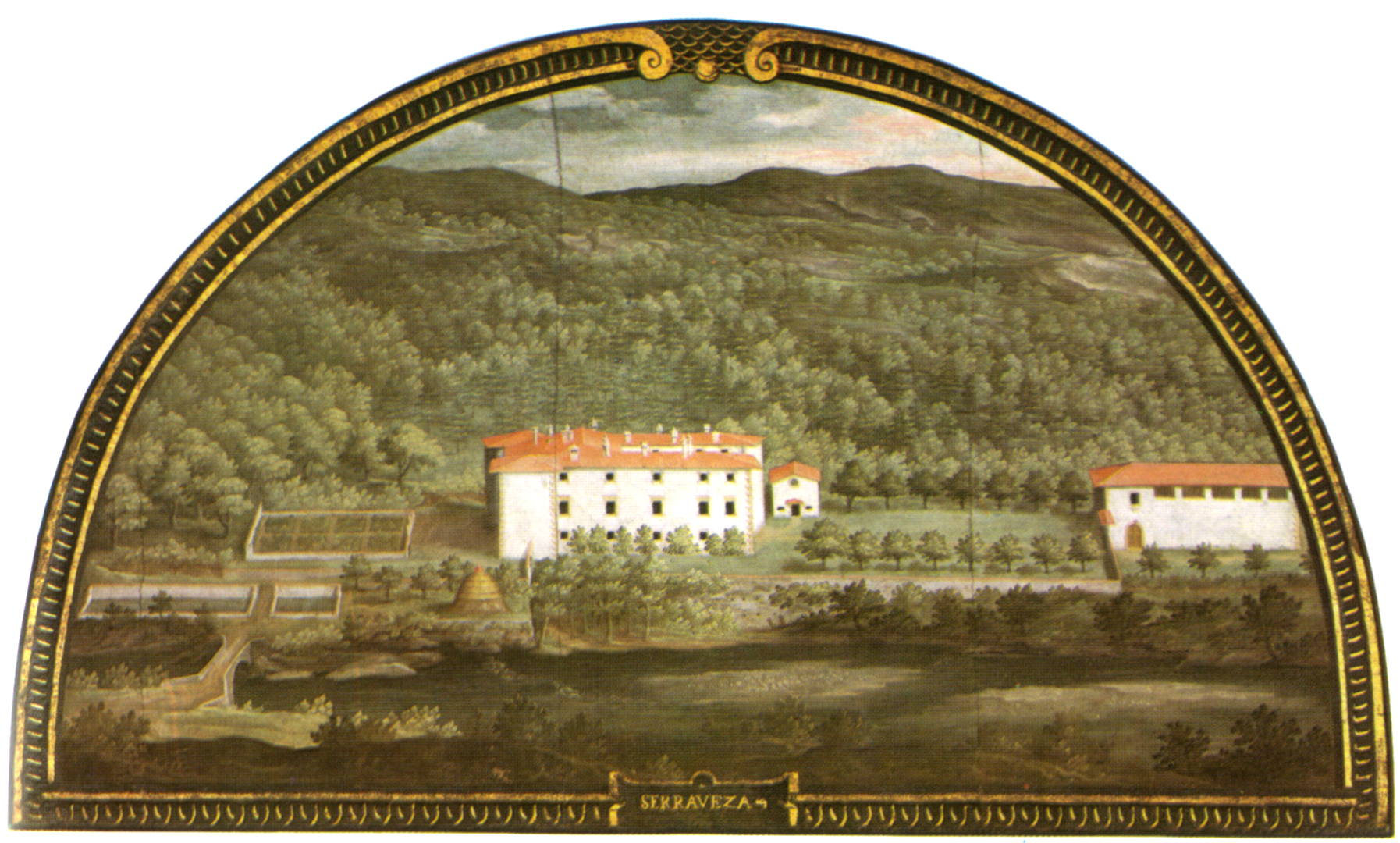
Вилла Серавецца